# Кевен Екфей
Кевен Екфей (фр. Kévin Hecquefeuille; 20 листопада 1984, м. Ам'єн, Франція) — французький хокеїст, захисник. Виступає за ХК «Женева-Серветт» у Швейцарській національній лізі. 
Вихованець хокейної школи «Ам'єн». Виступав за «Ам'єн», «Гренобль», «Нюбру», «Кельнер Гайє».
У складі національної збірної Франції учасник чемпіонатів світу 2005 (дивізіон I), 2006 (дивізіон I), 2007 (дивізіон I), 2008, 2009, 2010, 2011 і 2012. У складі молодіжної збірної Франції учасник чемпіонатів світу 2003 (дивізіон I) і 2004 (дивізіон I). У складі юніорської збірної Франції учасник чемпіонату світу 2001 (дивізіон II) і 2002 (дивізіон II).
Досягнення
- Чемпіон Франції (2004, 2007)
- Володар Кубка Франції (2008)
- Володар Кубка французької ліги (2007).